# Le Fantôme de mes rêves
Le Fantôme de mes rêves (Kein Geist für alle Fälle) est un téléfilm allemand, réalisé par Ulli Baumann, et diffusé en 2010.

## Fiche technique
- Titre allemand : Kein Geist für alle Fälle
- Réalisation : Ulli Baumann
- Scénario : Barbara Jago et Wolf Jakoby
- Photographie : Fritz Seemann
- Musique : Michael Kadelbach
- Durée : 93 min

## Distribution
- Diana Amft : Jana Schuber
- Stephan Luca (VF : Éric Aubrahn) : Tom Harder
- Lucas Gregorowicz (VF : Damien Ferrette) : Max von Schönberg-Salchow
- Gaby Dohm (VF : Blanche Ravalec) : Margot von Schönberg-Salchow
- Jurij Schrader : Butler Günther
- Astrid Meyerfeldt : Elli
- Michael Rotschopf : Torsten Lang
- Rüdiger Vogler : Willi von Schönberg-Salchow
- Rainer Luxem : Peter Harder
- Renate Schroeter : Hanna Harder